# 真理探索者共产党
真理探索者共产党（英语：Satyashodhak Communist Party；马拉地语：सत्यशोधक कम्युनिस्ट पक्ष）是印度马哈拉施特拉邦的一个共产主义政党。该党成立于1978年。该党奉行的政治哲学受马克思、安贝德卡和乔提拉奥·富勒三人的政治思想影响。该党的创始人是Sharad Patil，他担任该党总书记直到2009年。